# Deutzia zhongdianensis
Deutzia zhongdianensis är en hortensiaväxtart som beskrevs av S.M. Hwang. Deutzia zhongdianensis ingår i släktet deutzior, och familjen hortensiaväxter. Inga underarter finns listade i Catalogue of Life.